# 세레티

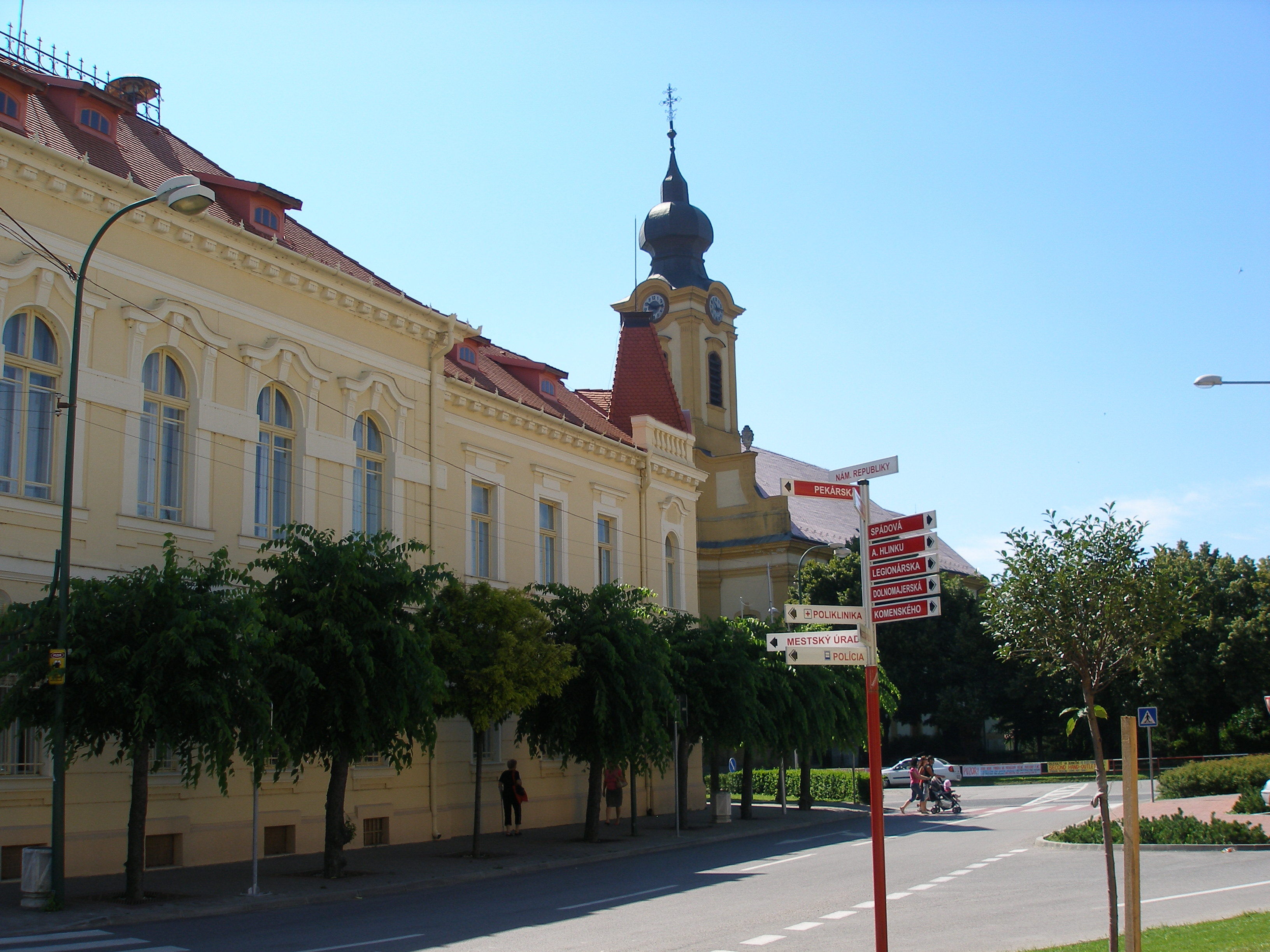
세리티

세레티(슬로바키아어: Sereď, 헝가리어: Szered 세레드[*])는 슬로바키아 트르나바주에 위치한 도시로 면적은 30.454km2, 높이는 128m, 인구는 20,705명(2005년 기준), 인구 밀도는 635명/km2이다.
바흐강 우안과 접하며 트르나바에서 남동쪽으로 약 20km, 니트라에서 서쪽으로 약 33km, 브라티슬라바에서 동쪽으로 약 55km 정도 떨어진 곳에 위치한다. 서쪽으로는 소카르파티아산맥, 북쪽으로는 포바슈스키이노베츠 산맥(Považský Inovec)과 접한다. 1313년 문헌에 처음으로 등장했으며 1845년에는 설탕 공장이 들어섰다. 도시의 주요 산업으로는 쿠키, 비스킷, 웨하스, 포도주 제조업이 있다.

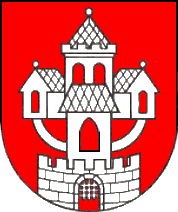
시 문장